# Ara Harutiunjan

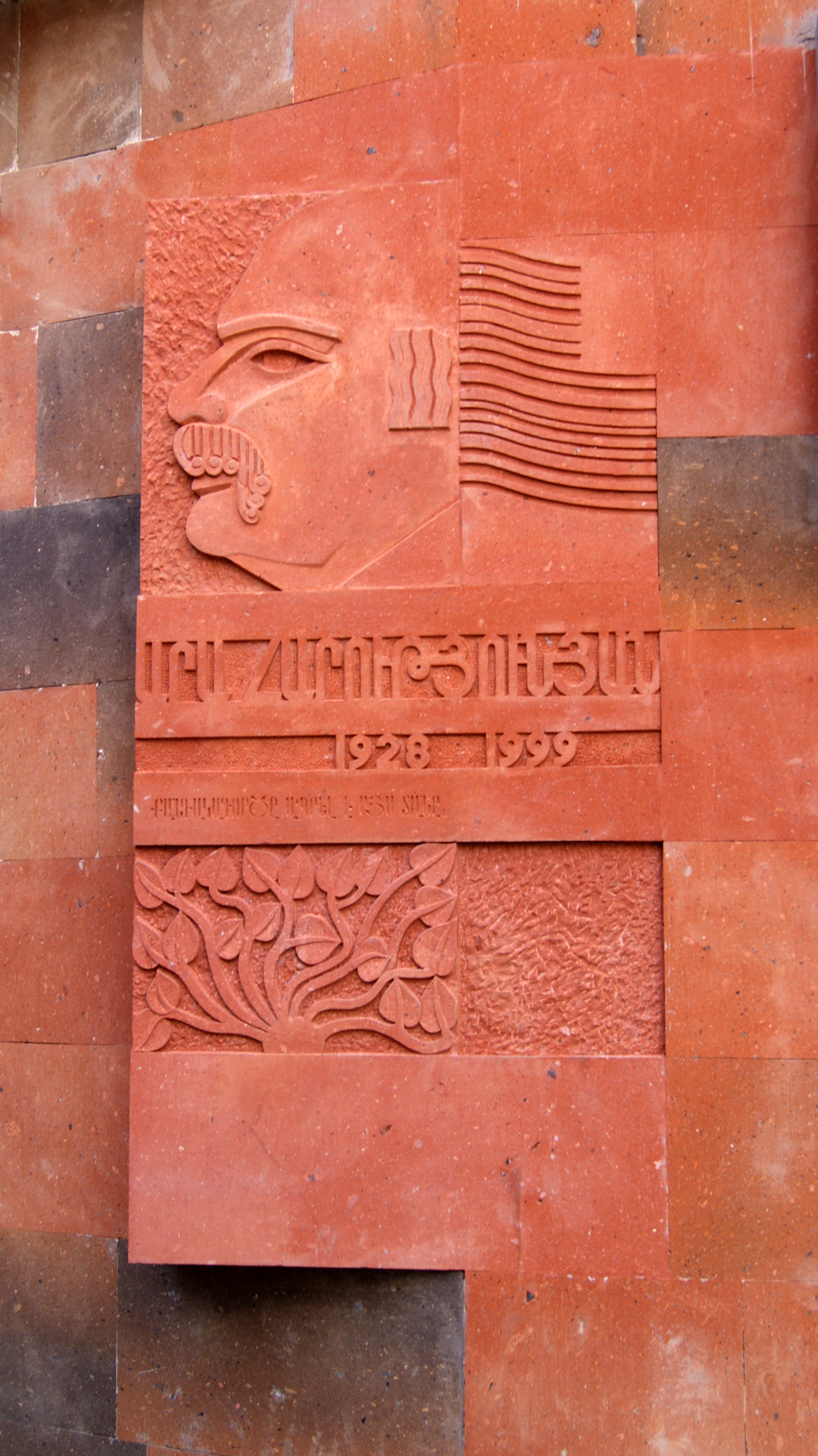
Minnesplakett över Ara Harutiunjan i Jerevan.

Ara Harutiunjan (armeniska: Արա Հարությունյան), född 28 mars 1928 i Jerevan i Transkaukasiska SFSR i Sovjetunionen, död 28 februari 1999 i Jerevan i Armenien, var en armenisk skulptör och grafiker.  
Ara Harutiunjans far var kontrabasist och körmedlem i Armeniens nationella opera och balett Aleksandr Spendiarjan. Han utbildade sig till konstnär på en konstskola i Jerevan, först på avdelningen för målning och senare på avdelningen för skulptur. Han studerade därefter på Jerevans konstinstitut, där han tog examen 1954.

## Offentliga verk i urval
- Sajat-Nova-fontänen, marmor, 1963, i Jerevan
- Moder Armenien, koppar, 22 meter hög, 1967, Segerparken i Jerevan
- Reliefer på fasaden till Erebunimuseet i Jerevan, 1968–1969
- Sardarapatmonumentet, 1968, Armavir
- Minnesmärket över Slaget om Musa Dagh, 1975, Musaler
- Ära till arbetet, gjutjärn och granit, 11 meter hög, 1982, Jerevan (nedtagen 1997)
- Monument över Komitas, brons, 1988, Parken vid Komitas statliga musikkonservatorium i Jerevan i Jerevan

## Bildgalleri

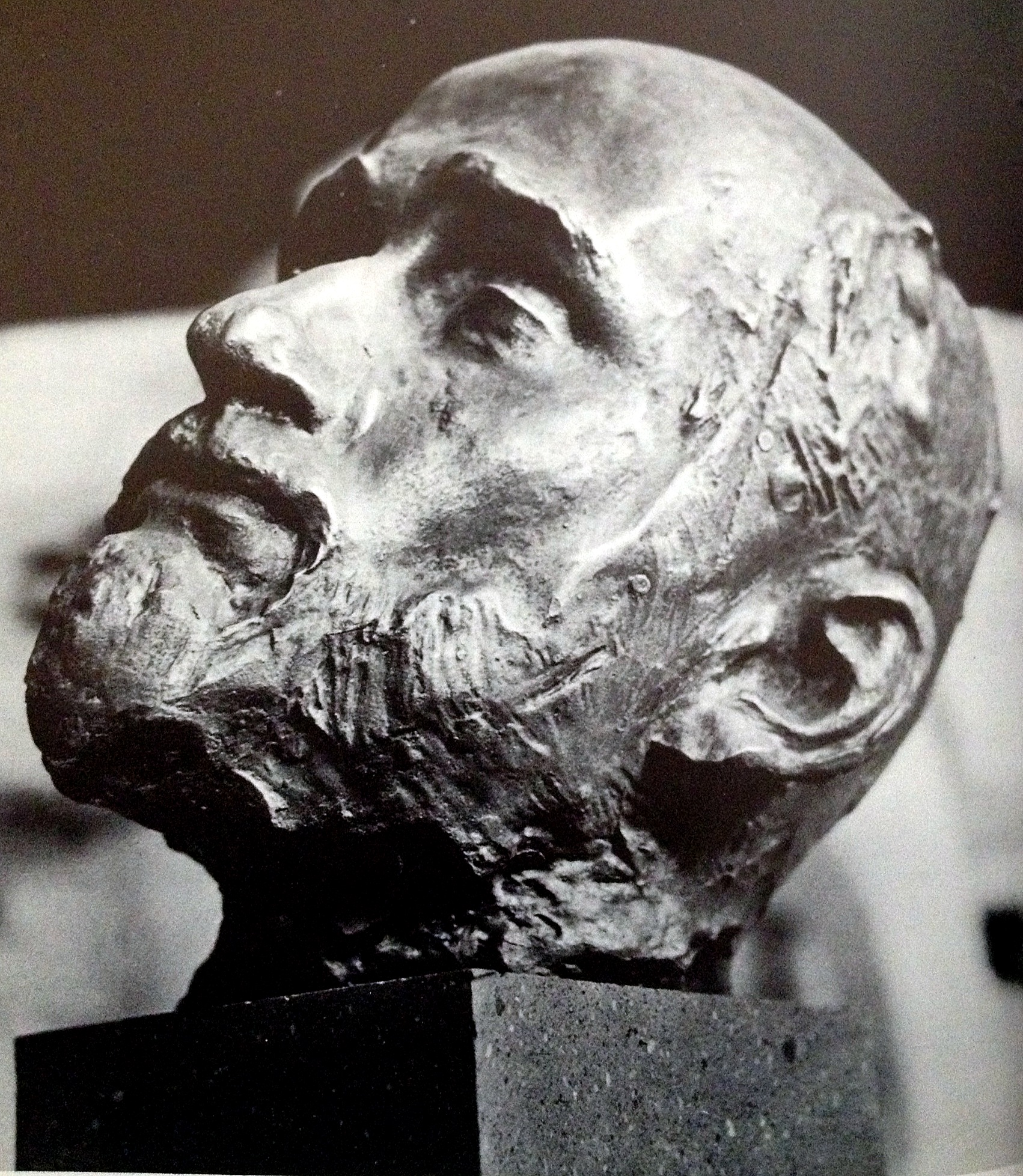
Komitas
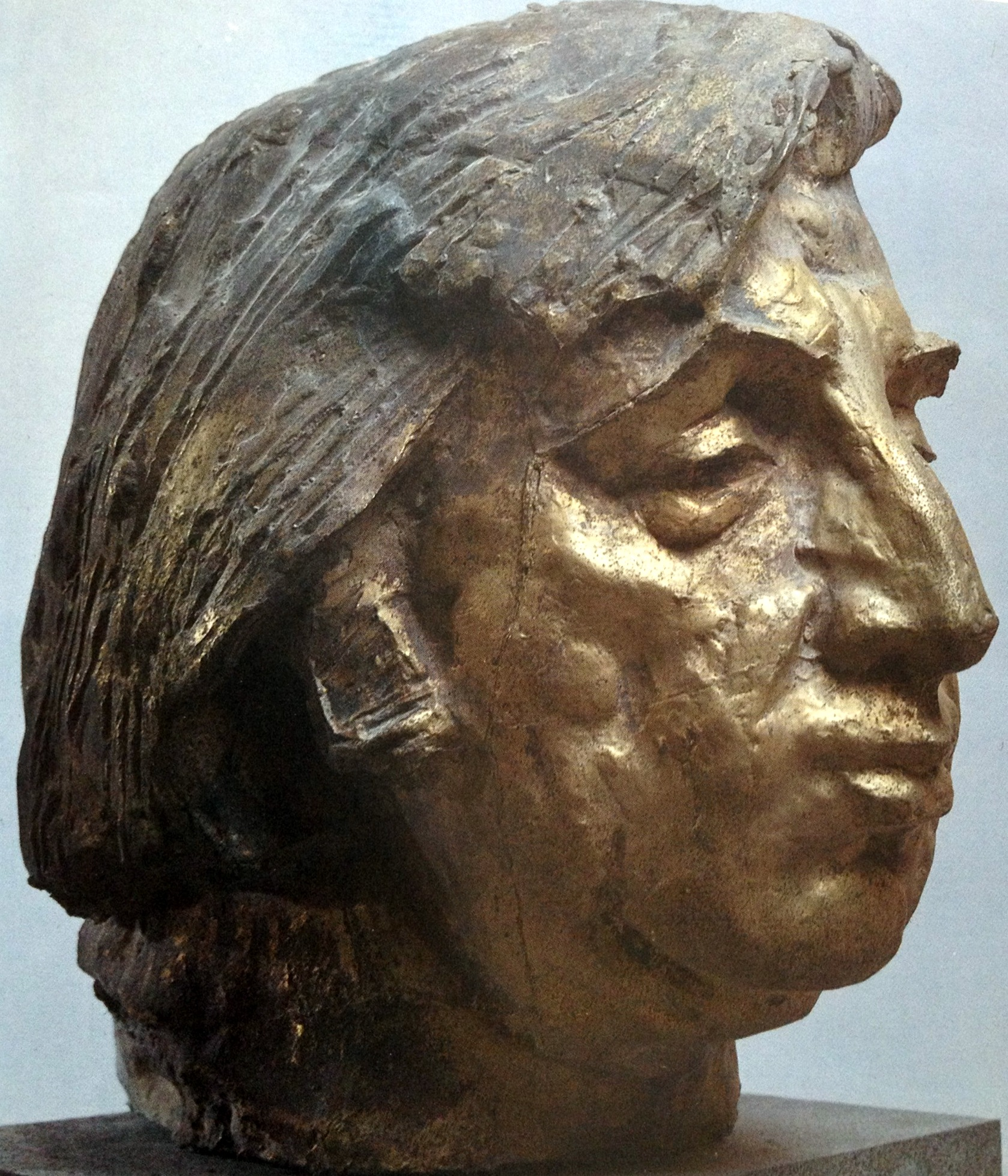
Mher Mkrttjan
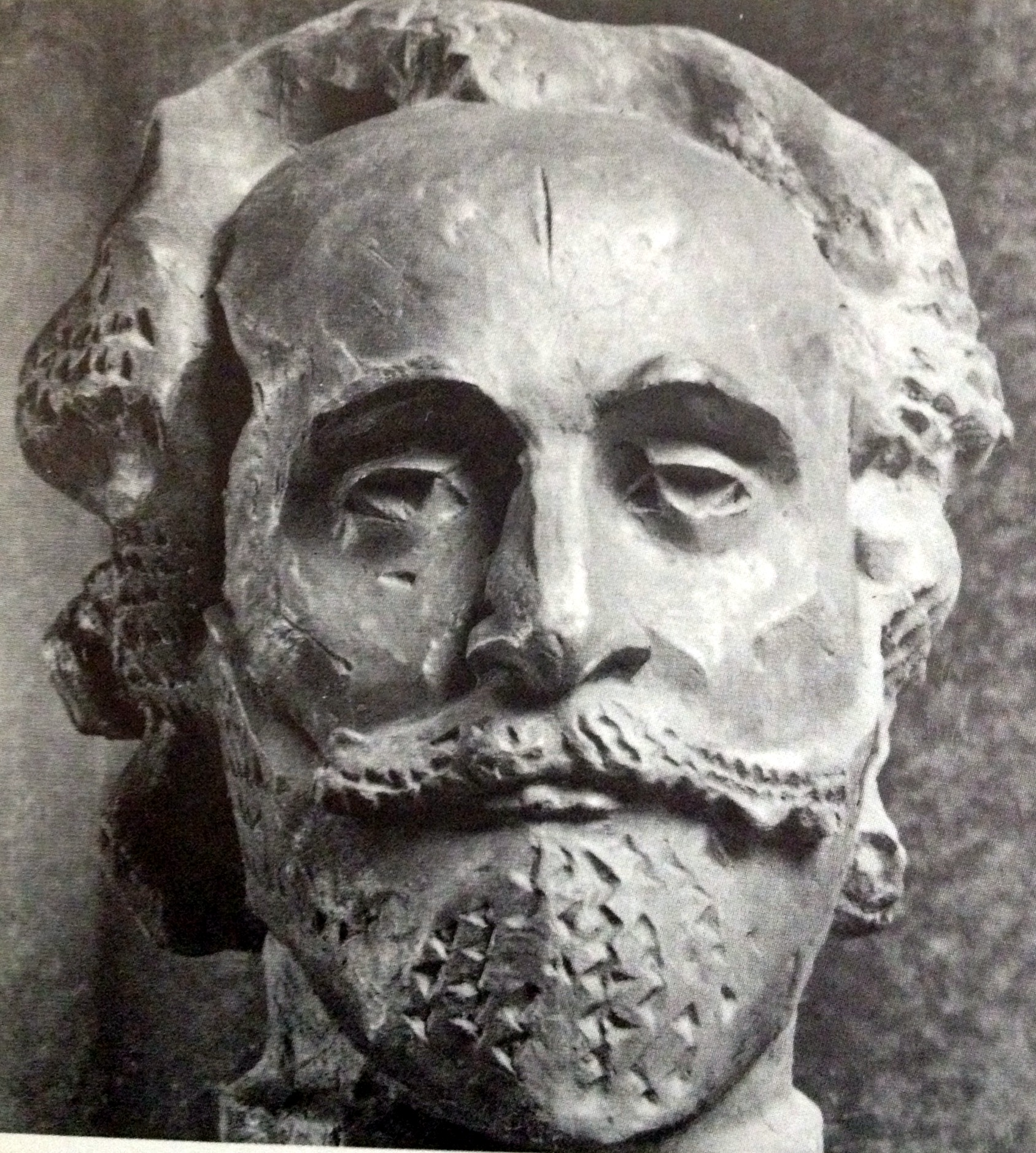
Hovhannes Tumanjan
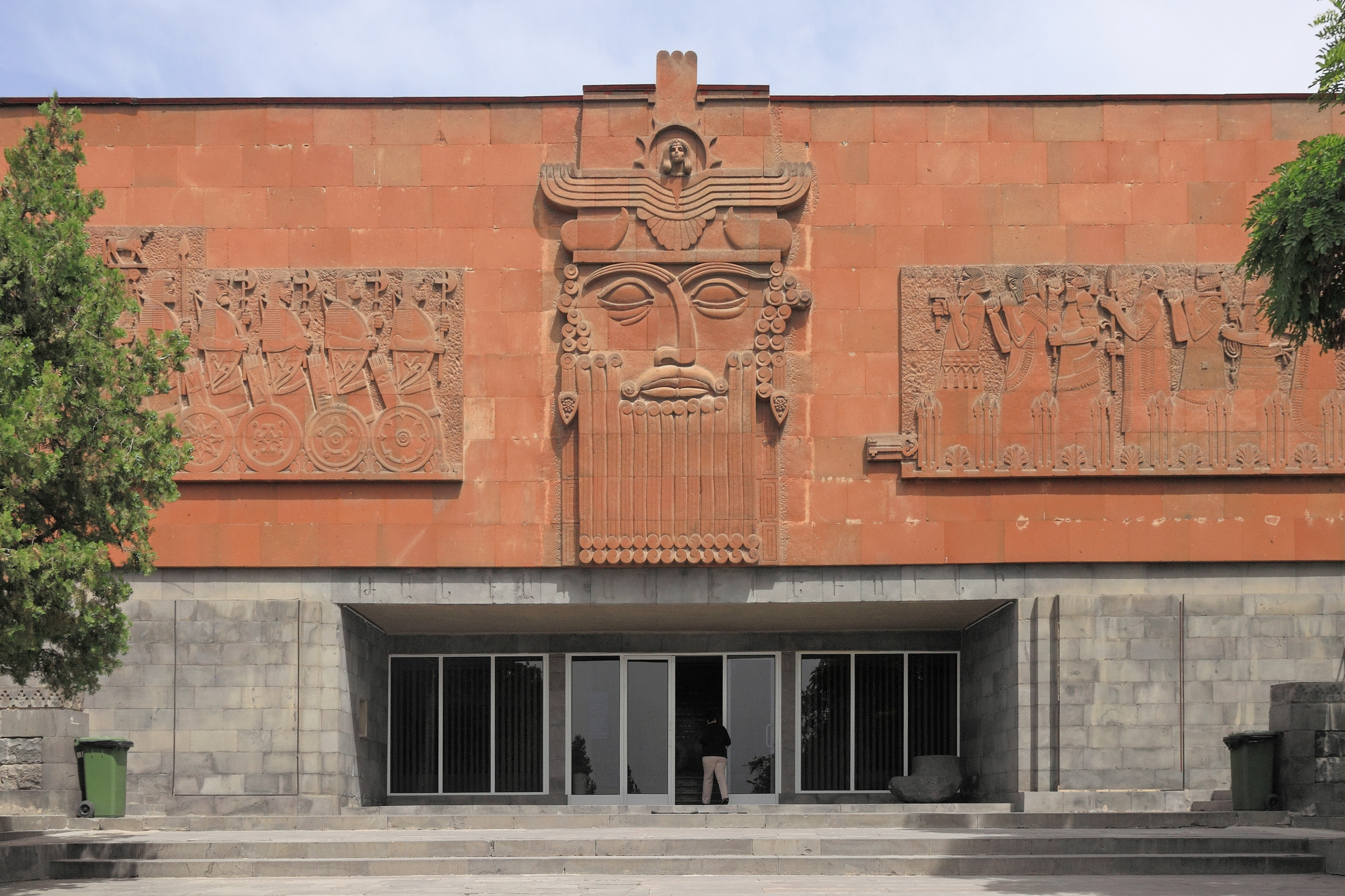
Erebunimuseet
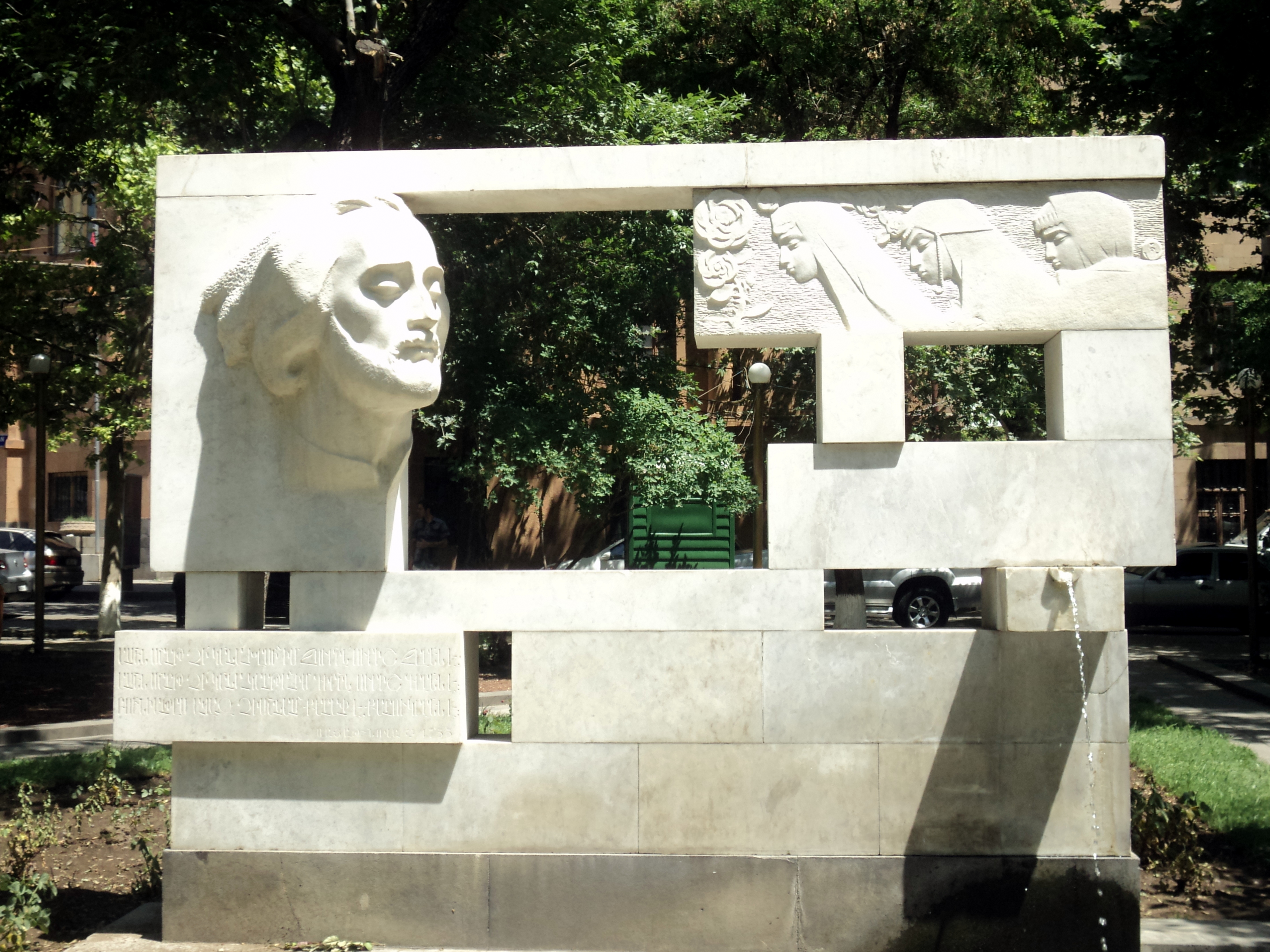
Sajat-Nova-fontänen i Jerevan
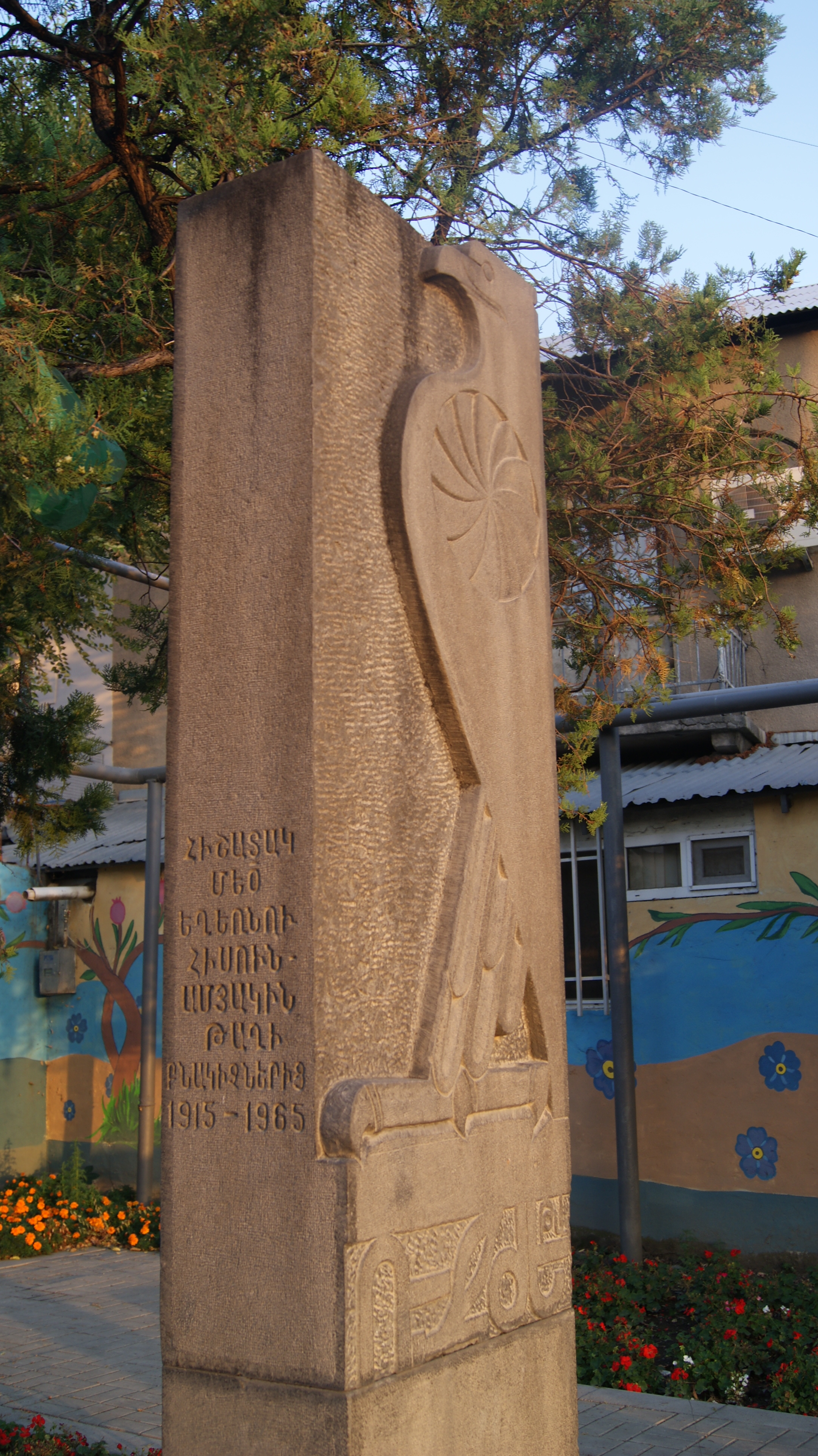
Stele över offer för Armeniska folkmordet på Gajagortsnerigatan i Jerevan
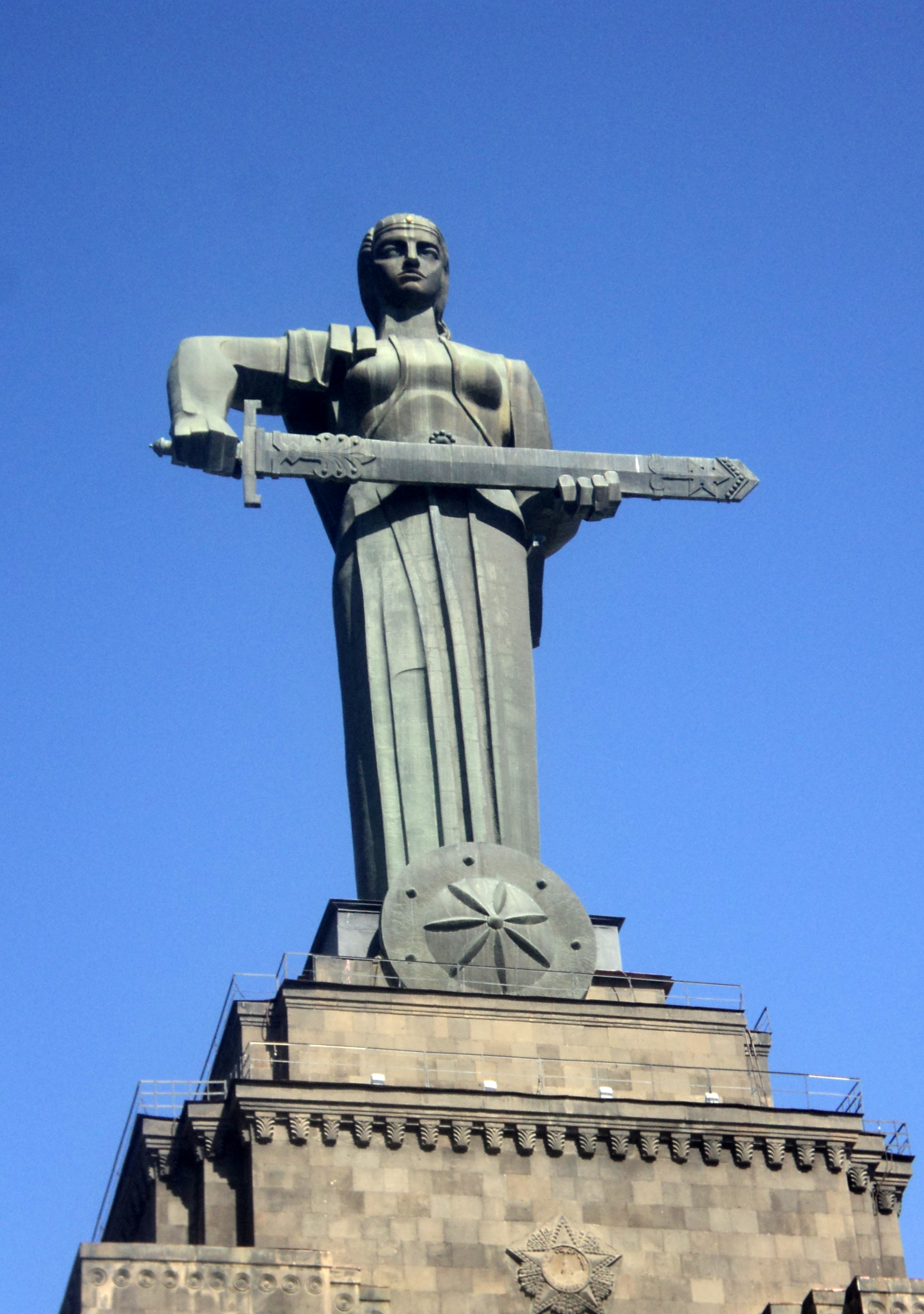
Moder Armenien i Jerevan
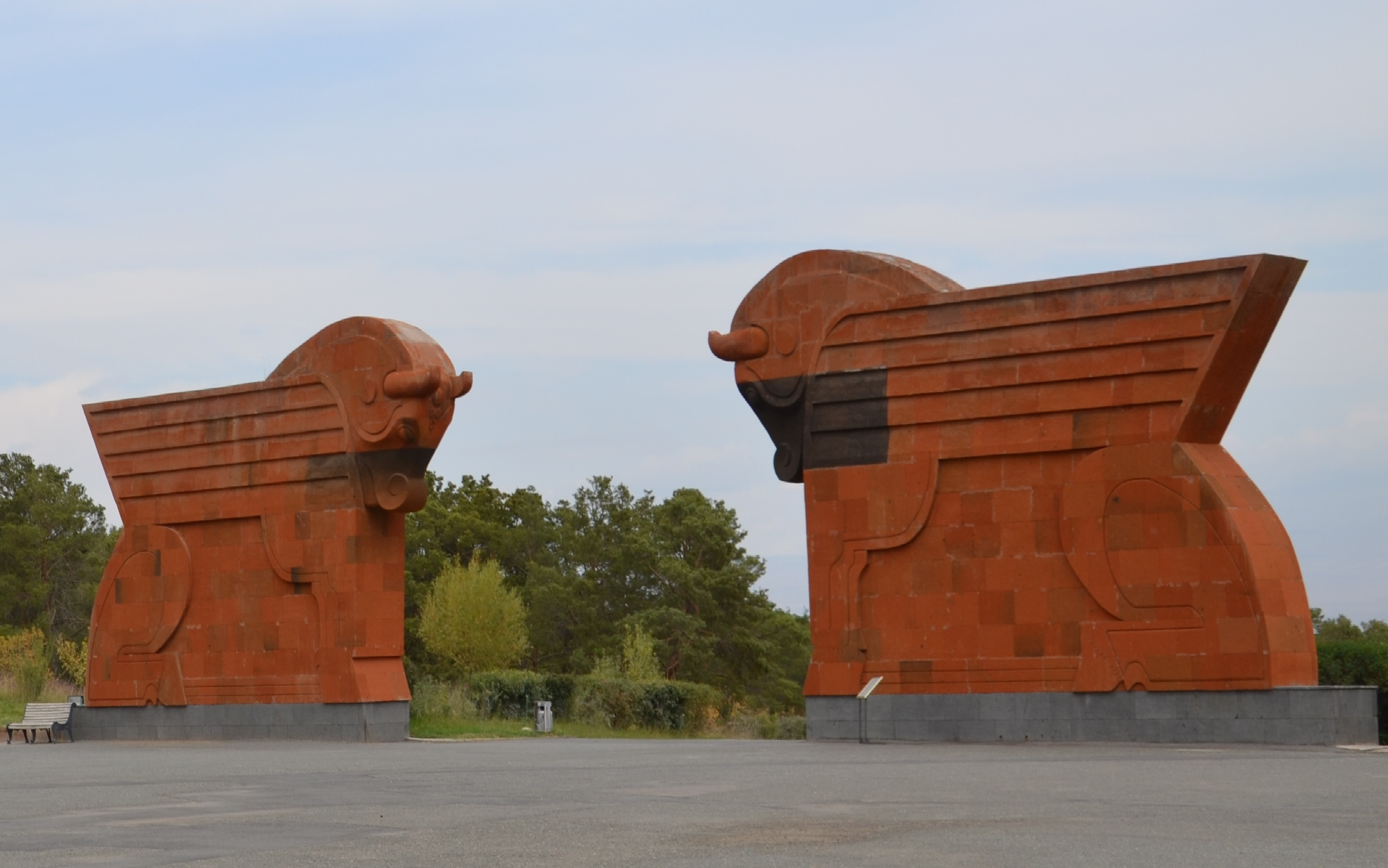
Sardarapatmonumentet i Armavir
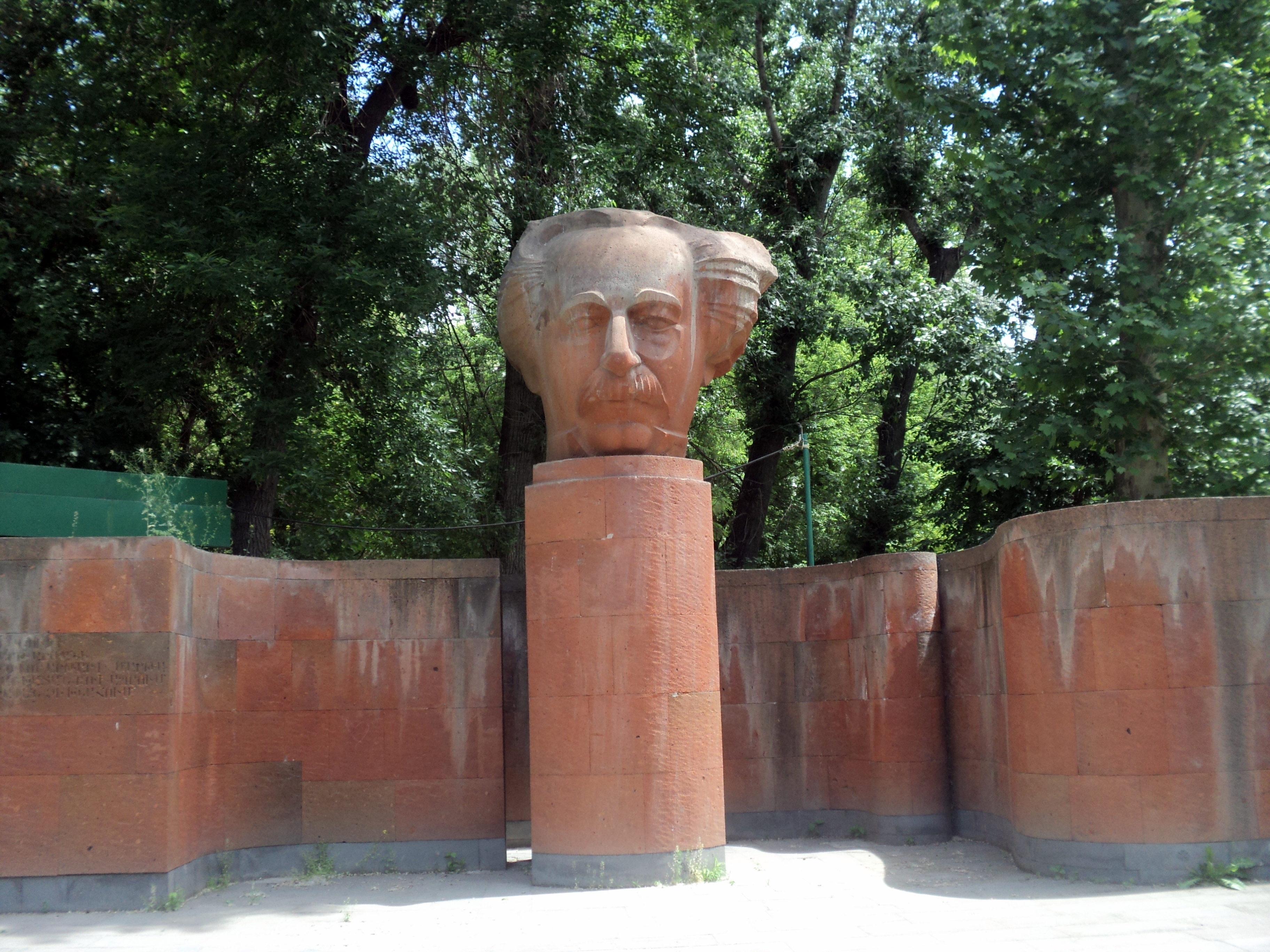
Minnesmärket över Gabriel Sundukjan vid Sundukjanteatern i Jerevan
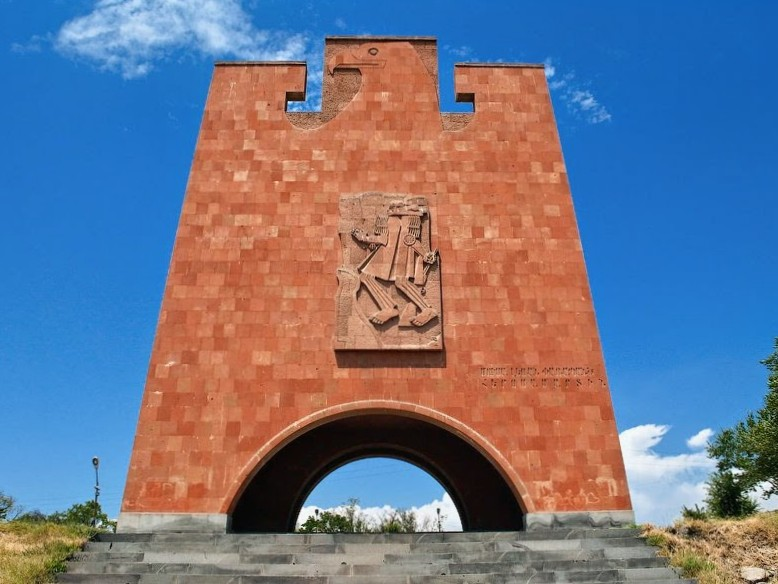
Minnesmärket över Slaget om Musa Dagh i Musaler
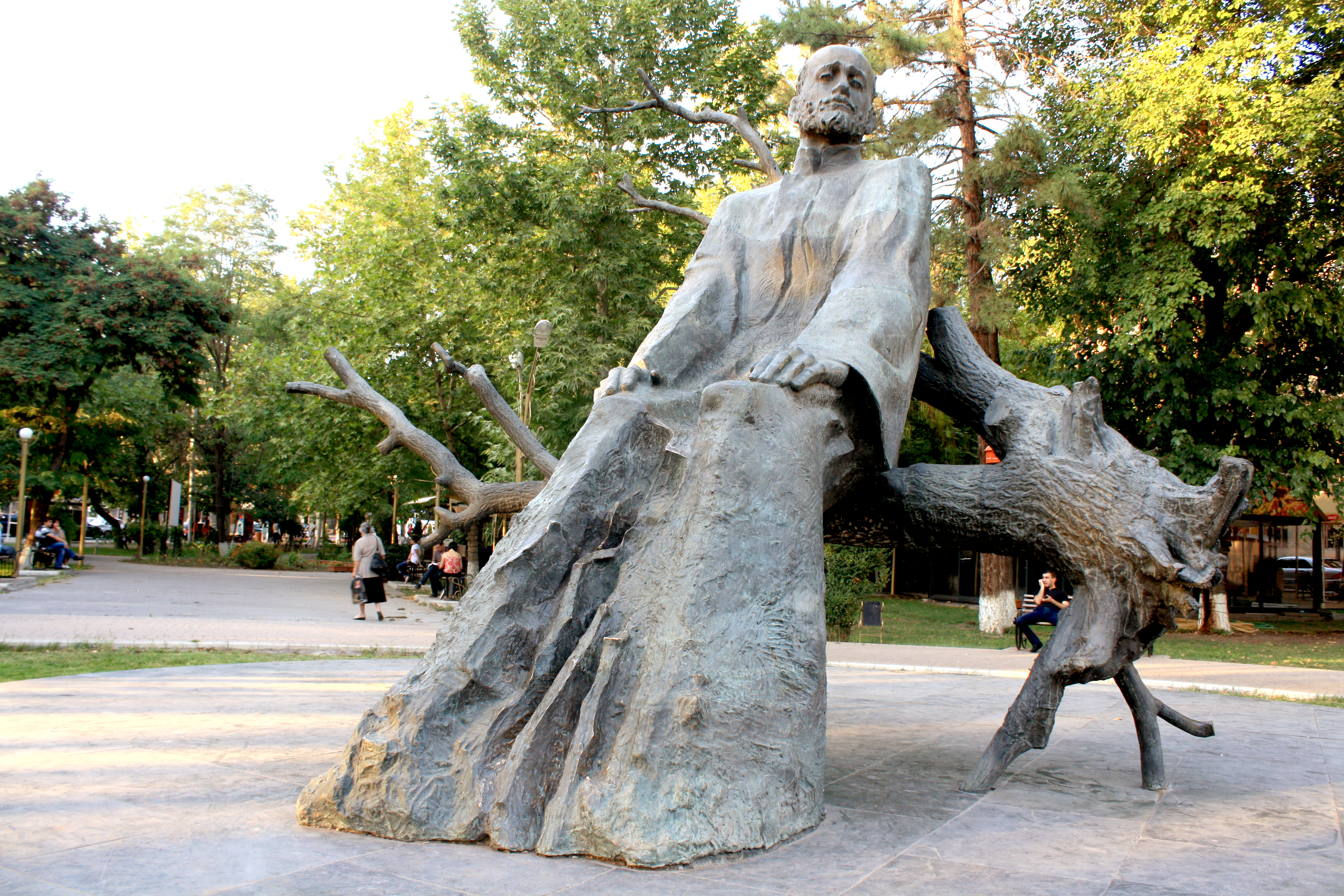
Komitasminnesmärket, utanför Komitas statliga musikkonservatorium i Jerevan i Jerevan